# Georg av Schwarzburg-Rudolstadt
Georg (fullständigt namn Georg Albert), född den 23 november 1838 i Rudolstadt, död där den 19 januari 1890, var 1869-1890 regerande furste av Schwarzburg-Rudolstadt.

## Biografi
Georg var son till prins Albert av Schwarzburg-Rudolstadt - en yngre bror till furstendömets dåvarande regent Fredrik Günther - och dennes gemål Auguste av Solms-Braunfels (1804-65; tillhörig en av de många tyska furstefamiljer vilka förlorat sina besittningar 1806). 
Före sitt trontillträde tjänade Georg som officer i den preussiska armén, och deltog i krigen mot Danmark 1864 och mot Österrike 1866.
Då farbrodern, furst Fredrik Günther, vid sin död 1867 inte efterlämnade någon legitim tronarvinge (han hade däremot en morganatisk son och flera oäkta barn) efterträddes han som regerande furste av brodern Albert, och Georg blev därvid tronföljare. Endast två år senare, den 26 november 1869 följde Georg själv sin far på tronen.
Georgs regeringstid innebar en grundläggande förändring av Schwarzburg-Rudolstadts politiska status. Genom fransk-tyska kriget (där Georg ånyo deltog som officer) och det följande grundandet av det Tyska riket 1871 övergick furstendömet från att vara en suverän stat till att bli en förbundsstat inom det nybildade riket.
En kortare period augusti-september 1880 var Georg tillförordnad befälhavare för 8:e divisionen i Preussiska armén.
Georg avled i lunginflammation vintern 1890 och begravdes i stadskyrkan i Rudolstadt. Då han var ogift och barnlös efterträddes han vid sin död 1890 av sin syssling, furst Günther. 
Ett monument över furst Georg restes 1897 i Bad Blankenburg